# Hrabstwo Martin (Floryda)
Martin – hrabstwo w stanie Floryda w USA. Populacja liczy 146318 mieszkańców (stan według spisu z 2010 roku).
Powierzchnia hrabstwa to 1950 km², w tym 540 km² (28%) stanowią wody. Na zachodzie obejmuje część Jeziora Okeechobee. Gęstość zaludnienia wynosi 104,68 osoby/km².

## Miejscowości
- Jupiter Island
- Ocean Breeze Park
- Sewall's Point
- Stuart

## CDP
- Hobe Sound
- Indiantown
- Jensen Beach
- North River Shores
- Palm City
- Port Salerno
- Rio